# Ferrotypie

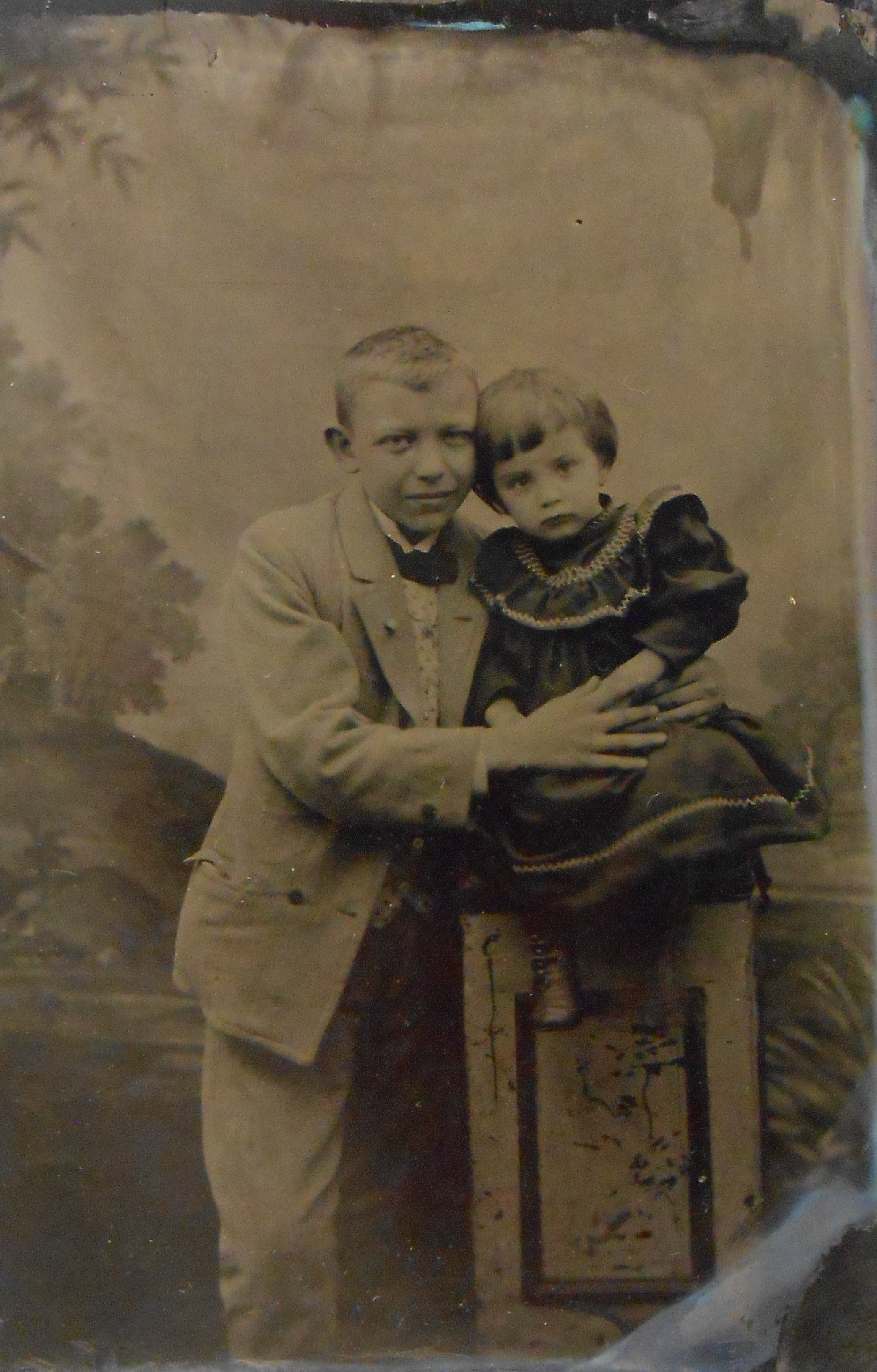
Anonymní ferrotypie ze Sbírky fotografií Muzea v Kralupech nad Vltavou

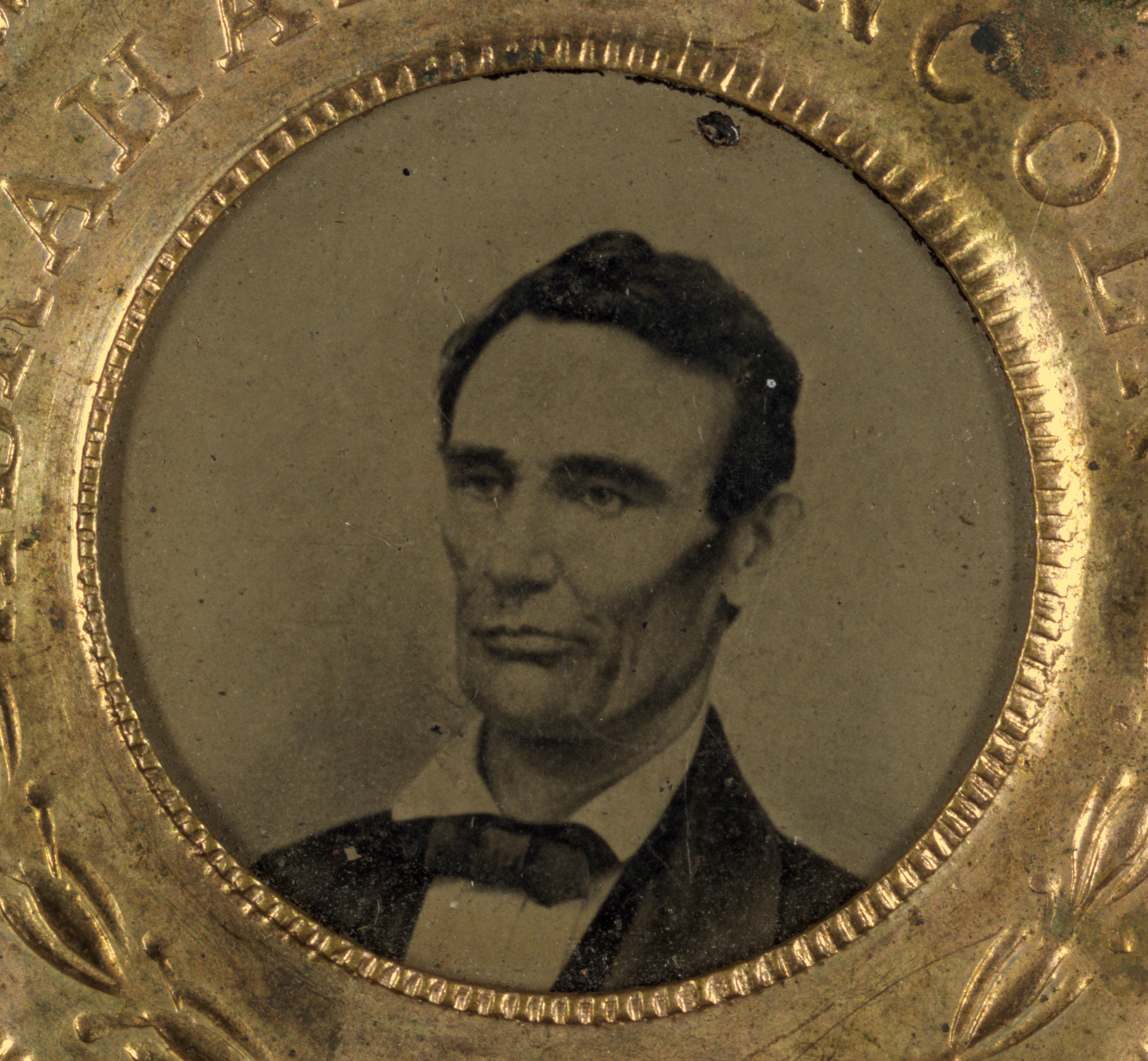
Abraham Lincoln, jeden z nejstarších kulatých politických medailónků, 1860

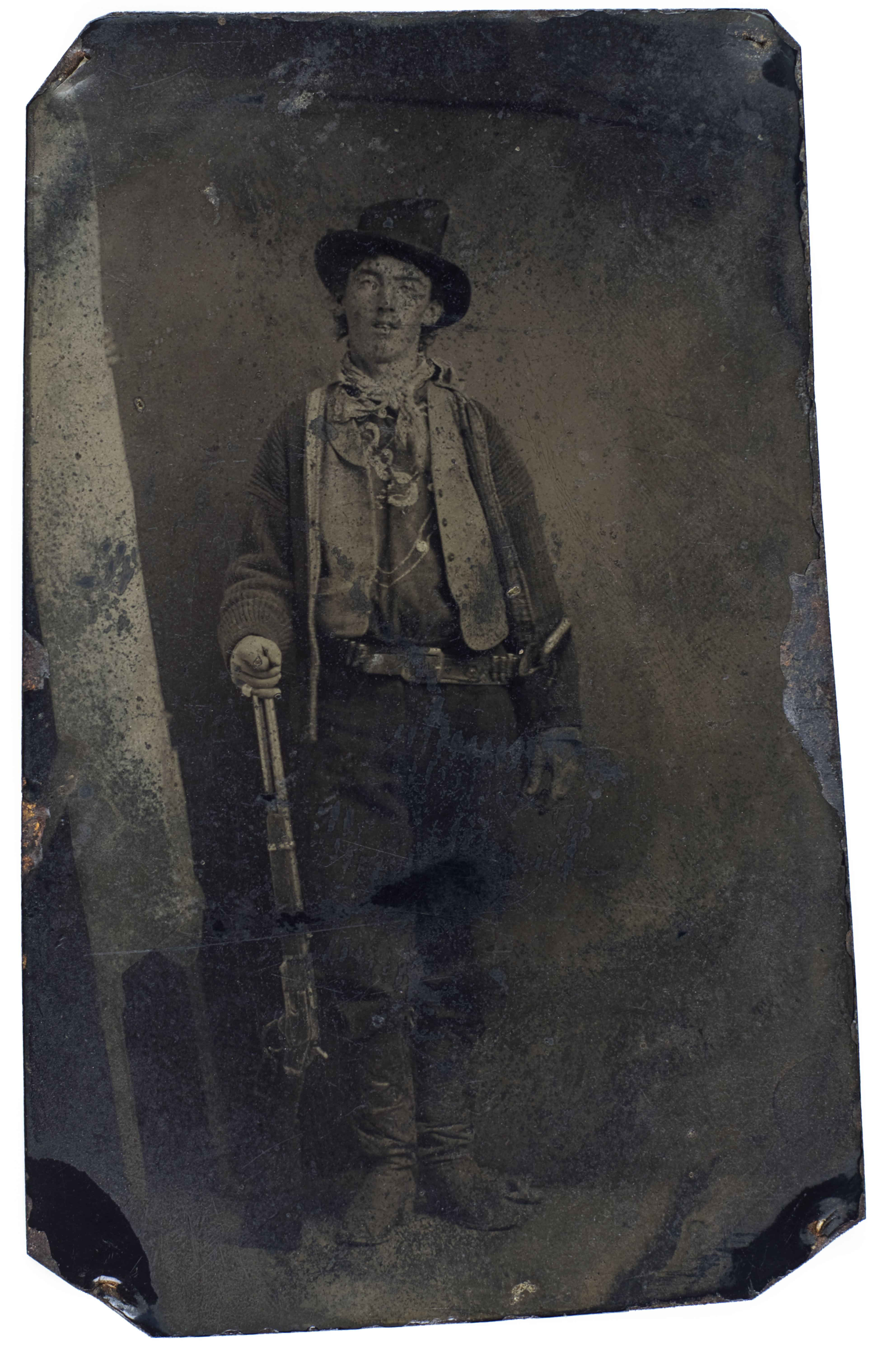
Billy the Kid (1879-80)

Ferrotypie (z latinského ferrum = železo) (též tintype nebo fotografie na plechových deskách, fotografie na černém plechu) je historický fotografický proces, který patří do kategorie přímých pozitivních procesů jako modifikace mokrého kolódiového procesu.

## Historie
Používal se v letech 1856 - 1880 s kolódiovou emulzí a v období 1880 - 1930 s emulzí želatinovou. Za vynálezce tohoto procesu je považován Francouz Adolphe-Alexandre Martin, který jej popsal v roce 1853. V Anglii jej patentovali William Kloen a Daniel Jones v roce 1856, v USA jej patentoval Hamilton L. Smith.
Ferrotypie byla velmi levná metoda a široce využívaná i nejchudšími fotografy. Byla také velmi rychlá, někteří rychlofotografové na poutích dokázali celý proces pořízení podobenky za pět minut.
Tato fotografická technika se hojně využívala ve fotografických automatech v 90. letech 19. století. V roce 1894 Conrad Bernit vynalezl první komerčně prodávaný Bosco-Photographieautomat pro ferrotypii.

## Princip
Negativy byly slabě exponované a vyvolané tak, aby neměly závoj a daly se pozorovat v odraženém světle proti černému pozadí železné podložky. Jedná se o unikát. To znamená, že podobně jako u daguerrotypie vznikl jediný originální obrázek, který nebylo možné opakovat.

## Billy the Kid
Portrétní fotografie (ferrotypie) od neznámého autora s názvem Billy the Kid (1879-80) byla v červnu 2011 v aukci Brian Lebel's Old West Show & Auction prodána za 2 300 000 amerických dolarů. Snímek se tak zařadil na první příčky v seznamu nejdražších fotografií.